# Knud Caesar

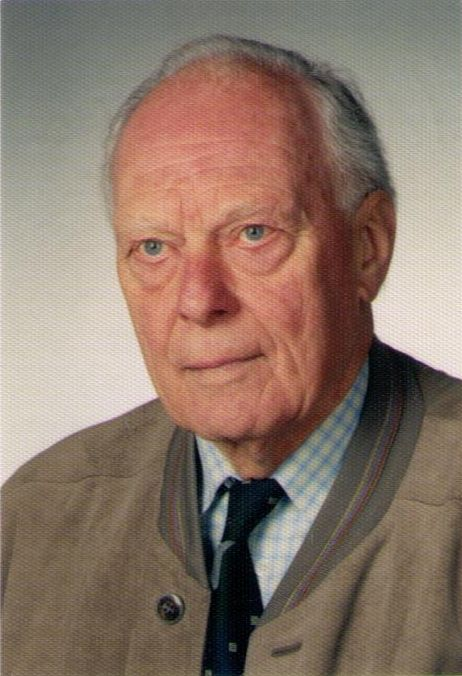
Knud Caesar

Knud Caesar (* 24. Mai 1925 in Steinsdorf, Landkreis Guben, Provinz Brandenburg, Freistaat Preußen) ist ein deutscher Pflanzenbauwissenschaftler. Von 1967 bis 1988 lehrte er als Professor für Tropischen und Subtropischen Pflanzenbau im Fachbereich Internationale Agrarentwicklung der Technischen Universität Berlin.

## Lebensweg
Knud Caesar ist der Sohn des Landwirts Werner Caesar in Steinsdorf (Domänenpächter) und der Leontine, geborene Freiin von Reiswitz und Kadersin. Er besuchte eine Internatsschule in Schwarzburg (Thüringen) und ab 1939 gemeinsam mit seinem Bruder das Internat der Ritterakademie in Brandenburg an der Havel, wobei der Schulunterricht auf der ebenso bekannten Saldria stattfand. Caesar beantragte am 8. Januar 1943 die Aufnahme in die NSDAP und wurde zum 20. April desselben Jahres aufgenommen (Mitgliedsnummer 9.505.521). In seiner Autobiographie versichert er, keinen Antrag gestellt oder unterschrieben zu haben, allerdings war nach aktuellem Forschungsstand eine Aufnahme ohne eigenes Zutun nicht möglich. Im Sommer 1943 wurde er zur Wehrmacht einberufen. 1945 begann er eine landwirtschaftliche Lehre und ab 1947 studierte er an der Landwirtschaftlichen Hochschule Hohenheim. Bereits während des Studiums war er als Werkstudent am Institut für Pflanzenbau und Pflanzenzüchtung dieser Hochschule tätig. Nach der Diplomprüfung 1950 erhielt er dort eine Anstellung als wissenschaftlicher Mitarbeiter. In dieser Funktion koordinierte er die Arbeiten der Wissenschaftler auf dem Versuchsfeld und betreute Feldversuche. 1954 promovierte er unter der Ägide von Walther Brouwer mit einer Dissertation über den Anbau von Winterzwischenfrüchten.
1957 reiste Caesar in den Irak und baute mit anderen deutschen und amerikanischen Wissenschaftlern das College of Agriculture in Abu Ghuraib auf. Er wurde dort zum Professor of Field Crops berufen. Er richtete ein Versuchsfeld ein und begann mit Feldversuchen unter Bewässerungsbedingungen. 1959 kehrte er nach Deutschland zurück und wurde wissenschaftlicher Mitarbeiter und Leiter des Versuchsfeldes am Max-Planck-Institut für Züchtungsforschung Rosenhof bei Ladenburg. 1962 ging er als landwirtschaftlicher Berater nach Sri Lanka (damals Ceylon) mit der Aufgabe, die Möglichkeiten für den Anbau von Kartoffeln auf dieser Tropeninsel zu prüfen. Mit den dafür notwendigen Feldversuchen legte er die Grundlagen für seine spätere Habilitationsarbeit. Gleichzeitig war er als Gastprofessor an der Agrarfakultät der University of Peradeniya tätig.
1966 habilitierte sich Caesar an dem von Arnold Scheibe geleiteten Institut für Pflanzenbau und Pflanzenzüchtung der Universität Göttingen mit einer Arbeit über den Anbau der Kartoffel in niederen Breiten. 1967 folgte er dem Ruf an die Fakultät für Landbau der Technischen Universität Berlin und übernahm die Professur für Tropischen und Subtropischen Landbau. Bis zu seiner Emeritierung 1988 war er mehrere Amtsperioden Dekan, in verschiedenen Gremien der Universität tätig und maßgeblich am Umbau der Fakultät in einen Fachbereich für Internationale Agrarentwicklung beteiligt.
Caesar engagierte sich ab den 1990er Jahren maßgeblich für den Erhalt von St. Peter und Paul (Brandenburg an der Havel). Er gehört dem Domkapitel Brandenburg an. Der Förderverein Dom zu Brandenburg e. V. ernannte ihn anlässlich seines 85. Geburtstags zum Ehrenvorsitzenden. Von 1982 bis 1985 war er Vorstandsmitglied der Friedrich-Naumann-Stiftung für die Freiheit. Außerdem gehörte er von 1974 bis 1978 dem Kuratorium und von 1974 bis 1985 dem Beirat der Stiftung an. Von 1974 bis 1986 war er Vorsitzender des Auswahlausschusses der Begabtenförderung der Stiftung.
Er war 1992 Gründungsmitglied der Hochschule für nachhaltige Entwicklung Eberswalde und wurde dafür zum ersten Ehrensenator ernannt.

## Forschung und Lehre
Aufbauend auf den Forschungsarbeiten im Irak und in Sri Lanka konzentrierte sich Caesar in Berlin weiterhin auf agrarökologische Fragen wie photoperiodische Reaktion der Pflanzen, Salztoleranz und sortenspezifische Eigenschaften von Kartoffeln und Körnerleguminosen. Entsprechende Versuche wurden nicht nur unter kontrollierten Bedingungen in Berlin, sondern auch in Zusammenarbeit mit Fachkollegen der Europäischen Gesellschaft für Kartoffelforschung (EAPR) sowie an internationalen und nationalen Forschungsanstalten in tropischen und subtropischen Gebieten durchgeführt. Aufgrund seiner internationalen Erfahrungen und Kontakte erhielt Caesar zahlreiche Aufträge als Sachverständiger und Berater nationaler und internationaler Institutionen. So war er Kontaktwissenschaftler für das International Institute of Tropical Agriculture (IITA) in Ibadan/Nigeria und das International Potatoe Centre (CIP) in Lima/Peru, Berater der International Foundation for Science (IFS) in Stockholm/Schweden, Gastprofessor in Trinidad/Westindien, Alexandria/Ägypten und Maimansingh/Bangladesch.
Caesar war Mitglied in zahlreichen nationalen und internationalen wissenschaftlichen Fachgesellschaften, so 1985 bis 1988 Präsident der International Society of Tropical Root Crops (ISTRC) und 1985 bis 1987 Vorsitzender der Gesellschaft für Pflanzenbauwissenschaften. Nach seiner Emeritierung gehörte er zu den Mitgliedern des Gründungssenats der Hochschule für nachhaltige Entwicklung Eberswalde, wo er mehr als zwanzig Berufungskommissionen leitete und zum ersten Ehrensenator gewählt wurde.
Während seiner aktiven Zeit als Hochschullehrer war für Caesar die Weitergabe pflanzenbaulicher Erkenntnisse und Erfahrungen an die Studenten und Doktoranden ein besonderes Anliegen. Neben der Publikation der Forschungsergebnisse in Fachzeitschriften ist er auch Autor von Beiträgen in Lehr- und Handbüchern. Beachtenswert ist das von ihm 1986 unter Mitarbeit zahlreicher Fachkollegen herausgegebene Lehrbuch „Einführung in den tropischen und subtropischen Pflanzenbau“. Hervorzuheben sind seine pädagogischen Aktivitäten bei der Mitgestaltung des Studienganges „Internationale Agrarentwicklung“ und dem postgraduellen „Seminar für Landwirtschaftliche Entwicklung“ an der Technischen Universität Berlin.

## Wichtige Publikationen
- Vergleichende Untersuchungen an Winterzwischenfrüchten. Diss. Landw. Hochsch. Hohenheim 1954. – Zugl. in: Zeitschrift für Acker- und Pflanzenbau Bd. 98, 1954, S. 471–504.
- Möglichkeiten und Grenzen des Zuckerrübenbaus im Irak. In: Zeitschrift für Acker- und Pflanzenbau Bd. 111, 1960, S. 404–426.
- Ökologische Probleme beim Anbau der Kartoffel in niederen Breiten unter besonderer Berücksichtigung der Verhältnisse in Ceylon. Habil.-Schr. Landw. Fak. Univ. Göttingen 1966. – Zugl.: Verlag Mann Hildesheim 1967 = Hefte für den Kartoffelbau, Heft 14.
- Die Verbreitung der Kulturpflanzen in den Klimazonen der Erde. In: Umschau in Wissenschaft und Technik Bd. 68, 1968, S. 391–397.
- Möglichkeiten der Einführung neuer Kulturpflanzen in den Tropen und Subtropen. In: Zeitschrift für ausländische Landwirtschaft. Bd. 8, 1969, S. 260–272.
- Die Kartoffel (Solanum tuberosum L.) (von W. Brouwer und K. Caesar). In: Walther Brouwer: Handbuch des Speziellen Pflanzenbaues in zwei Bänden. Verlag Paul Parey, Berlin und Hamburg, Bd. 2, 1976, S. 1–187.
- Einführung in den tropischen und subtropischen Pflanzenbau (unter Mitarbeit von W. Achtnich u. a. Fachkollegen). DLG-Verlag Frankfurt (Main) 1986.
- Entwicklungslinien in der Pflanzenbauforschung. Symposium anläßlich des 70. Geburtstages von Herrn Professor Dr. Paul Limberg. Herausgegeben von Knud Caesar. Schriftenreihe Fachbereich Internationale Agrarentwicklung (FIA) Technische Universität Berlin 1987, Nr. 106.
- Developments in crop research for the Third World: In: Ambio, Special Issue: Science of Sustainable Development Bd. XIX, Nr. 8, 1990, S. 353–357.
- 88 Jahre Leben: viel erlebt und viel gewonnen. Berlin 2014